# 西海商船
有限会社西海商船（さいかいしょうせん）は、長崎県福江市に本社のあった海運会社である。かつて福江港を拠点として、上五島、下五島を連絡する航路と周辺離島の沿岸航路を運航していた。

## 概要
1966年（昭和41年）、五島列島で航路を運営していた小規模事業者、鯛福丸合資会社、五島西海汽船株式会社、長海運株式会社と個人船主らの出資によって設立された。当時、小規模旅客船事業者の統合が全国的に進められており、離島航路の集約によって経営基盤の強化と合理的な航路体系を確立させた上で、補助等について優遇措置を講じるという政策のモデルケースであった。
同社の経営は順調に行かず、早くも1974年（昭和49年）6月には五島の市町村長が一堂に会し、新たな受け皿会社として県、市町村、九州商船の三者の出資による五島沿岸航路株式会社が設立されている。航路譲渡の交渉も行われたが、条件が折り合わず、しばらくは西海商船のまま運航が続けられた。1979年（昭和54年）の第二次石油ショックの際には、燃料油が確保できない事態等も起き、時間の問題といった態であった。
1982年（昭和57年）2月、西海商船は倒産（破産）し、すべての航路の運航を停止した。
倒産後、一部の航路と船舶は新たに設立された五島旅客船株式会社に継承された。

## 航路
上五島の中通島と下五島の福江島を連絡する航路と、若松島・奈留島・久賀島の沿岸航路（いわゆる渡海船）に分けられた。
1967年現在の航路は下記の通りである。
- 郷ノ首（中通島） - 若松（若松島） - 桐古里（中通島） - 奈留 - 福江

47.3km、一日4往復
翌年には6往復に増便、翌々年には7往復に増便の上、宿ノ浦（中通島）を寄港地に加え、さらに1971年には神部（若松島）に寄港、航路距離は61.3kmとなった。
- 鯛ノ浦（中通島） - 岩瀬浦（中通島） - 奈良尾（中通島） - 本窯（椛島） - 伊福貴（椛島） - 福江

56km、一日2往復
1971年に佐尾（中通島）に寄港、1979年には佐尾・椛島寄港を廃止し、一日1往復に減便。
- 大串（奈留島） - 蕨（久賀島） - 奈留

10.7km、一日1往復
西海商船発足から最後まで変化のなかった航路。
- 榊ノ浦（若松島） - 日島 - 有福 - 土井浦（若松島） - 奈留

37.5km、一日1往復
1976年には廃止されている。
1979年、郷ノ首 - 福江航路に初のカーフェリー「フェリー若松」が就航し、 在来客船と併用された。
末期の航路は下記の通りとなっていた。
- 郷ノ首 - 若松 - 白魚（中通島） - 桐古里 - 奈留 - 福江（一部フェリー便）

49.3km、一日6往復、学校半休日9.5往復
- 鯛ノ浦 - 岩瀬浦 - 奈良尾 - 土井浦 - 福江

61.5km、一日1往復
- 大串 - 蕨 - 奈留

10.7km、一日1往復

## 船舶
- 清信丸→西海丸[7][14]

1953年8月進水、もと野母商船
132.29→135.59総トン、ディーゼル1基、機関出力310→320ps、航海速力11ノット、旅客定員100名
- 発昇丸[7]

1956年4月進水、木造
66.76総トン、ディーゼル1基、機関出力200ps、航海速力9ノット、旅客定員50名
個人事業主より継承。
- 鯛福丸[15]

1954年6月進水、木造
48.88総トン、焼玉機関、機関出力120ps、航海速力8ノット、旅客定員68名
鯛福丸より継承。
- 第五増徳丸[7]

1949年12月進水
48.85総トン、焼玉機関、機関出力75ps、航海速力8ノット、旅客定員49名
個人事業主より継承。
- はつひめ[16]

向井造船所建造、1968年4月竣工
116.25総トン、登録長26.00m、型幅5.60m、型深さ2.50m、ディーゼル1基、機関出力500ps、航海速力11.9ノット、旅客定員109名
西海商船として初の新造船。倒産後、五島旅客船に継承された。
- 瓊山丸[17]

三菱重工業下関造船所建造、1954年12月竣工、もと九州商船→五島商船
148.20総トン、全長31.88m、型幅5.70m、型深さ2.60m、ディーゼル1基、機関出力350ps、航海速力11.0ノット、旅客定員81名
- みしま丸[13]

1958年10月進水、もと九州商船「榊丸」→崎戸商船
139.43総トン、ディーゼル1基、機関出力320ps、航海速力10ノット、旅客定員120名
- フェリー若松[18]

向井造船所建造、1979年4月竣工、船舶整備公団共有
269.82総トン、登録長33.50m、型幅8.60m、型深さ3.0m、ディーゼル1基、機関出力950ps、航海速力11.36ノット、旅客定員210名、トラック2台・乗用車5台
初のカーフェリー、倒産後、五島旅客船に継承された。